# Délica
Délica (en euskera y oficialmente Delika) es un concejo del municipio español de Amurrio, en la provincia de Álava, comunidad autónoma del País Vasco.  

## Geografía física

### Ubicación
(datos sobre su altura sobre extensión, límites)
| Noroeste: Orduña | Norte: Artómaña |                           |
|                  |                 |                           |
| Suroeste: Izarra |                 | Sureste: Villalba de Losa |

## Despoblados
Forman parte del concejo los despoblados de:
- Berracazán.[1][2]
- Paul.[3]
- Zamarre.[4]

## Naturaleza
Senda verde de Délica, cuyo recorrido transcurre entre robles y hayas mientras se puede contemplar el salto del río Nervión.

## Historia
Pertenecía al municipio de Arrastaria hasta que en 1976 fue absorbido por el municipio de Amurrio.
Así se describe a Delica en el tomo VII del Diccionario geográfico-estadístico-histórico de España y sus posesiones de Ultramar, obra impulsada por Pascual Madoz a mediados del siglo XIX:

Lugar de la hermandad, valle, y ayuntamiento de Arrastaria, en la provincia de Álava (Vitoria 6 leg), partido judicial de Amurrio (3/4), 
audiencia territorial de Burgos (20), capitanía general dé las Provincias Vascongadas, diócesis de Calaborra (25), vicaria de Orduña. SITUADO junto a una cima llamada Santa Águeda y entre dos peñas por donde corre el rio Nervion tituladas Nervina y Tortalela. CLIMA saludable, aunque combatido por todos los vientos y principalmente por el Norte. Se padecen no obstante algunas catarrales y constipados. Tiene 46 CASAS, la municipal que sirve de cárcel y de habitación al alguacil, una torre antigua, escuela concurrida por 20 ó 25 alumnos de ambos sexos, y su maestro dolado con 16 fanegas de trigo. Hay varios árboles plantados por las calles de la población algunos de ellos frutales. Una fuente llamada Turricaya y otra inmediata a las casas denominada Untusi, ambas de buenas aguas. Iglesia parroquial (La Asunción) en la que se conserva un relicario procedente de Roma que contiene 368 huesos de santos españoles y extranjeros, y un lignum crucis que se venera como el Santísimo Sacramento; está servida por 5 beneficiados de ración entera, y uno de media, 2 de ellos párrocos y todos con título perpetuo. Los curatos son amovibles adnutum del ordinario, y los beneficios de patronato y presentación del cabildo; tiene cementerio al Sur de la iglesia, y una ermita (Santa Ana) en el barrio de Paul cerca de una cima llamada San Andrés y Encillo. En ella hay otro relicario de 158 huesos de santos, concedido por el pontífice, según acredita la bula que se conserva. El TÉRMINO que se extiende de Norte a Sur 1/4 y de Este a Oeste 300 pies. Confina por Norte con Orduña y Artomaña, por Este con Unza y pueblos de Cuartango; por Sur con el monte de Santiago, y por Oeste con Tertanga. En él se hallan los barrios titulados Zamarro, Paul, Berracaran y Albiaran. El TERRENO es arcilloso y blanco; le baña el rio Nervion que, naciendo en las fuentes de Ureta, desciende por la peña de Nervina y pasa por medio de la población. Se encuentran los montes Guizura y Santa Águeda al Sur y próximos a la expresada peña de Tortalela, los de Bagate y Gobaldo al Oeste junto a la peña de Unza. Están poblados de hayas, robles y encinas. También se hallan las sierras de Ebana, la de Cortón, dos prados llamados lzarza y Balatorbe y tres arbolados o sotos particulares situados en el barrio de Albiaran, y en los puntos de Turruaga y el Prado. Los CAMINOS son locales y se hallan en regular estado, a excepción del que dirige a Orduña que es nuevo. Hay una venta llamada del Ornillo a la salida de la peña de este último pueblo. El CORREO se recibe de la estafeta de Orduña. PRODUCTOS: trigo, maíz, vino chacolí, y patatas. Cría ganado vacuno, caballar, cabrío y de cerda. Caza de liebres, palomas torcaces, codornices, cuervos y zorros. Pesca de anguilas y bermejuelas. INDUSTRIA: la agricultura y tres molinos harineros en buen estado. POBLACION: 43 vecinos, 232 almas. CONTRIBUCION: con su ayuntamiento.
Diccionario geográfico-estadístico-histórico de España y sus posesiones de Ultramar

## Demografía
| Gráfica de evolución demográfica de Délica entre 2000 y 2022 |
|                                                              |
| Población de derecho según los censos de población del INE.  |

## Cultura

### Patrimonio material
En el centro del pueblo, junto la iglesia está el servicio público de fuente y abrevadero de 1868.
Cuenta también con la Casa Fuerte del Puente,y la Torre de Délica.
Iglesia de Santa María. Dispone de una portada románica avanzada del siglo XIII. En el costado sur del templo tiene un ventanal románico, con elementos decorativos que prueban la importancia de Arrastaria en el románico alavés. El templo es de planta rectangular del gótico final, alargado en su cabecera en el siglo XVIII. En el costado izquierdo de la nave se abren tres capillas, la Capilla de los Orues, Capilla de Bardeci y Capilla de los Porres. La torre está adosada a una espadaña antigua, que estuvo situada al oeste del templo y de la que se aprecian restos de sus dos arcos de campanas. El retablo mayor es obra del último barroco, en su fase rococó con tendencia al neoclasicismo, con varias esculturas de fines del siglo XVI.

### Patrimonio inmaterial
El Valle de Arrastaria (Aloria, Artómaña, Tertanga y Délica), perteneciente a Amurrio, honra a su patrona la Virgen de La Antigua. Esta tradición tiene su origen en el año 1639. Todo el valle se cita en la ermita del Buen Suceso de Orduña para dirigirse en procesión al Santuario de Nuestra Señora de La Antigua. Se oficia una misa donde se renueva el Voto de Fidelidad a la Virgen y a la salida, se baila la danza típica de las entradillas. A continuación, se procede al intercambio de los bastones de mando de cada municipio.